# Всеволод Мстиславич (князь волынский)
Всеволод (Дмитрий) Мстиславич (после 1155—1195) — князь Белзский (1170—1195), Владимиро-Волынский (1188). Сын Мстислава Изяславича Волынского и Киевского, младший брат Романа Галицкого.

## Биография
После смерти отца вместе с братьями удержал западные районы Волынского княжества (Роман стал волынским князем, Всеволод белзским, Святослав берестейским и Владимир — червенским), хотя и участвовал в военных акциях своего дяди, Ярослава Луцкого, в начале 1170-х годов в его борьбе за Киев. После смерти двух младших братьев Берестье отошло к волынскому домену, Червен — к Белзскому княжеству.
После первого ухода Романа в Галич (1188) Всеволод стал волынским князем, как следующий по старшинству брат, но Роману не удалось там удержаться и он вернулся на Волынь. Всеволод укрепился во Владимире. Попытка Романа вернуть престол с помощью поляков не увенчалась успехом, и лишь после вмешательства тестя Романа, Рюрика Ростиславича, князя овручского и соправителя великого князя киевского Святослава Всеволодовича, Всеволод уступил.
Вторая фаза борьбы Романа за Галич и новый уход с Волыни (1199) имели место уже после смерти Всеволода, но благодаря его кратковременному княжению в 1188 году сыновья Всеволода не стали изгоями и смогли успешно претендовать на волынский престол после гибели Романа (1205), к тому же имея преимущество в возрасте перед его малолетними сыновьями.

## Семья и дети
Жена — неизвестна.
Дети:
- Александр Всеволодович — князь белзский, волынский.
- Всеволод Всеволодович — князь червенский.